# Herrarnas 77 kg i tyngdlyftning vid olympiska sommarspelen 2004
Herrarnas tyngdlyftning i 77-kilosklassen vid olympiska sommarspelen 2004 hölls den 15 augusti 2004 i Nikaia Olympic Weightlifting Hall i Aten. Ryssen Oleg Perepetjenov slutade ursprungligen på tredje plats men han diskvalificerades och fråntogs medaljen efter att han testat positivt för clenbuterol.

## Tävlingsformat
Varje tyngdlyftare får tre försök i ryck och stöt. Deras bästa lyft i de båda kombineras till ett totalt resultat. Om någon tävlande misslyckas att få ett godkänt lyft, så blir de utslagna. Ifall två tyngdlyftare hamnar på samma resultat, är idrottaren med lägre kroppsvikt vinnare.

## Rekord
Innan tävlingen var följande rekord gällande.
| Världsrekord     | Ryck   | Sergej Filimonov (KAZ)  | 173 kg   | Almaty, Kazakstan  | 9 april 2004      |
| Världsrekord     | Stöt   | Oleg Perepetjenov (RUS) | 210 kg   | Trenčín, Slovakien | 27 april 2001     |
| Världsrekord     | Totalt | Plamen Jeliazkov (BUL)  | 377,5 kg | Doha, Qatar        | 27 mars 2002      |
| Olympiskt rekord | Ryck   | Olympisk Standard       | 167,5 kg | ---                | 1 januari 1997    |
| Olympiskt rekord | Stöt   | Zhan Xugang (CHN)       | 207,0 kg | Sydney, Australien | 22 september 2000 |
| Olympiskt rekord | Totalt | Olympisk Standard       | 370 kg   | ---                | 1 januari 1997    |

## Resultat
| Placering | Idrottare                      | Grupp | Kroppsvikt | Ryck (kg) | Ryck (kg) | Ryck (kg) | Ryck (kg) | Stöt (kg) | Stöt (kg) | Stöt (kg) | Stöt (kg) | Totalt |
| Placering | Idrottare                      | Grupp | Kroppsvikt | 1         | 2         | 3         | Resultat  | 1         | 2         | 3         | Resultat  | Totalt |
| --------- | ------------------------------ | ----- | ---------- | --------- | --------- | --------- | --------- | --------- | --------- | --------- | --------- | ------ |
| 1         | Taner Sağır (TUR)              | A     | 76,10      | 165       | 170       | 172,5     | 172,5     | 200       | 202,5     | —         | 202,5     | 375    |
| 2         | Sergej Filimonov (KAZ)         | A     | 76,65      | 165       | 170       | 172,5     | 172,5     | 195       | 200       | 205       | 200       | 372,5  |
| 3         | Reyhan Arabacıoğlu (TUR)       | A     | 76,04      | 165       | 165       | 167,5     | 165       | 195       | 200       | 200       | 195       | 360    |
| 4         | Viktor Mitrou (GRE)            | A     | 76,11      | 160       | 165       | 165       | 160       | 195       | 200       | 205       | 200       | 360    |
| 5         | Mohammad Hossein Barkhah (IRI) | A     | 76,39      | 157,5     | 160       | 160       | 160       | 197,5     | 205       | 205       | 197,5     | 357,5  |
| 6         | Attila Feri (HUN)              | A     | 76,10      | 155       | 160       | 162,5     | 155       | 200       | 205       | —         | 200       | 355    |
| 7         | Ivan Stoitsov (BUL)            | A     | 76,26      | 155       | 155       | 160       | 155       | 200       | 200       | 202,5     | 200       | 355    |
| 8         | Nader Sufyan Abbas (QAT)       | A     | 76,47      | 155       | 160       | 162,5     | 160       | 195       | 200       | 202,5     | 195       | 355    |
| 9         | Kim Kwang-hoon (KOR)           | A     | 76,00      | 155       | 160       | 160       | 155       | 195       | 210       | 210       | 195       | 350    |
| 10        | Sebastian Dogariu (ROU)        | B     | 76,96      | 152,5     | 155       | 157,5     | 155       | 182,5     | 187,5     | 190       | 190       | 345    |
| 11        | Octavio Mejías (VEN)           | B     | 76,46      | 147,5     | 152,5     | 155       | 155       | 185       | 185       | 187,5     | 187,5     | 342,5  |
| 12        | Theoharis Trasha (ALB)         | B     | 76,95      | 155       | 160       | 162,5     | 160       | 177,5     | 182,5     | 182,5     | 182,5     | 342,5  |
| 13        | Ingo Steinhöfel (GER)          | B     | 76,43      | 150       | 152,5     | 152,5     | 150       | 185       | 185       | 190       | 185       | 335    |
| 14        | Rudolf Lukáč (SVK)             | B     | 76,53      | 147,5     | 152,5     | 152,5     | 147,5     | 187,5     | 195       | 195       | 187,5     | 335    |
| 15        | Mohamed Eshtiwi (LBA)          | B     | 76,83      | 145       | 152,5     | 155       | 155       | 175       | 180       | —         | 180       | 335    |
| 16        | Mohamed El-Tantawy (EGY)       | B     | 76,12      | 140       | 145       | 147,5     | 145       | 177,5     | 182,5     | 185       | 182,5     | 327,5  |
| 17        | Carlos Andica (COL)            | B     | 76,57      | 142,5     | 142,5     | 147,5     | 142,5     | 172,5     | 177,5     | 180       | 180       | 322,5  |
| 18        | Chad Vaughn (USA)              | B     | 76,90      | 145       | 150       | 150       | 145       | 175       | 180       | 180       | 175       | 320    |
| 19        | René Hoch (GER)                | B     | 76,41      | 135       | 140       | 142,5     | 142,5     | 165       | 170       | 170       | 170       | 312,5  |
| 20        | Uati Maposua (SAM)             | B     | 76,76      | 120       | 120       | 125       | 125       | 147,5     | 155       | 160       | 155       | 280    |
| —         | Gevorg Aleksanyan (ARM)        | A     | 76,92      | 157,5     | 162,5     | 162,5     | 162,5     | 190       | 190       | 190       | —         | —      |
| —         | Krzysztof Szramiak (POL)       | B     | 76,93      | 152,5     | 157,5     | 160       | 160       | 182,5     | 182,5     | 185       | —         | —      |
| —         | Zhan Xugang (CHN)              | A     | 76,31      | 157,5     | 157,5     | 157,5     | —         | —         | —         | —         | —         | —      |
| —         | Vasile Hegheduş (ROU)          | B     | 76,99      | 150       | 150       | 150       | —         | —         | —         | —         | —         | —      |
| DQ        | Oleg Perepetjenov (RUS)        | A     | 76,67      | 165       | 167,5     | 170       | —         | 195,0     | 200       | 205,0     | —         | —      |

## Nya rekord
| Ryck   | 170,0 kg | Taner Sağır (TUR) | OR |
| Ryck   | 172,5 kg | Taner Sağır (TUR) | OR |
| Totalt | 372,5 kg | Taner Sağır (TUR) | OR |
| Totalt | 375,0 kg | Taner Sağır (TUR) | OR |